# San Guillermo
För andra betydelser, se San Guillermo (olika betydelser).
San Guillermo (Bayan ng San Guillermo) är en kommun i Filippinerna. Kommunen ligger på ön Luzon, och tillhör provinsen Isabela. Folkmängden uppgår till 57 178 invånare.

## Barangayer
San Guillermo är indelat i 26 barangayer.
| - Anonang - Aringay - Centro 1 (Pob.) - Centro 2 (Pob.) - Colorado - Dietban - Dingading - Dipacamo - Estrella - Guam - Nakar - Palawan - Progreso | - Rizal - San Francisco Sur - San Mariano Norte - San Mariano Sur - Sinalugan - Villa Remedios - Villa Rose - Villa Sanchez - Villa Teresita - Burgos - San Francisco Norte - Calaoagan - San Rafael |